# Schéma de désintégration
Le Schéma de désintégration d'une substance radioactive est une représentation graphique de toutes les transitions dans cette désintégration, et de leurs relations. 

Schéma de désintégration du 60Co

Ces relations peuvent être assez compliquées; ici, un cas simple est montré : le schéma de désintégration d'un isotope radioactif de cobalt, le 60Co. Cet isotope se désintègre en émettant un électron (radioactivité β) avec une demi-vie de 5,27 années dans un état excité de 60Ni, et celui-ci retombe très vite à son état fondamental, en émettant deux photons gamma. Dans un cas sur 1000, l'électron est éjecté avec une énergie qui intègre celle du premier rayon gamma, et seul le second est ensuite émis.
On peut s'imaginer que le schéma soit placé dans un système de coordonnées, où l'axe des y est l'énergie, augmentant de bas en haut, et l'axe des x est le numéro atomique (nombre de protons), augmentant de gauche à droite. Les flèches indiquent les particules émises. Pour les transitions gamma (flèches verticales) les énergies gamma sont indiquées; pour les transitions bêta (flèches obliques), les énergies maximum sont données.
Le nickel est à droite du cobalt, car il compte davantage de protons (28) que le cobalt (27). Dans une désintégration bêta−, le numéro atomique augmente d'une unité. Pour une désintégration positronique ainsi que pour une désintégration alpha (voir ci-dessous), la flèche oblique irait de droite à gauche, parce que, dans ces cas, le numéro atomique décroît.
Parce que l'énergie est conservée et parce que les particules émises sont énergétiques, les flèches vont toujours de haut en bas dans un schéma de désintégration.

Schéma de désintégration du 198Au

Ici à gauche, on voit un schéma un peu plus complexe : la désintégration de l'isotope 198Au qui peut être produit en irradiant de l'or dans un réacteur nucléaire. 198Au se désintègre par désintégration bêta vers un de deux états excités ou vers l'état fondamental de l'isotope 198Hg du mercure. Dans la figure, le mercure est à la droite de l'or, parce que le nombre de protons de l'or est 79, et celui du mercure est 80. Les états excités retombent très rapidement (en 2,5 et 23 picosecondes, respectivement) vers l'état fondamental.

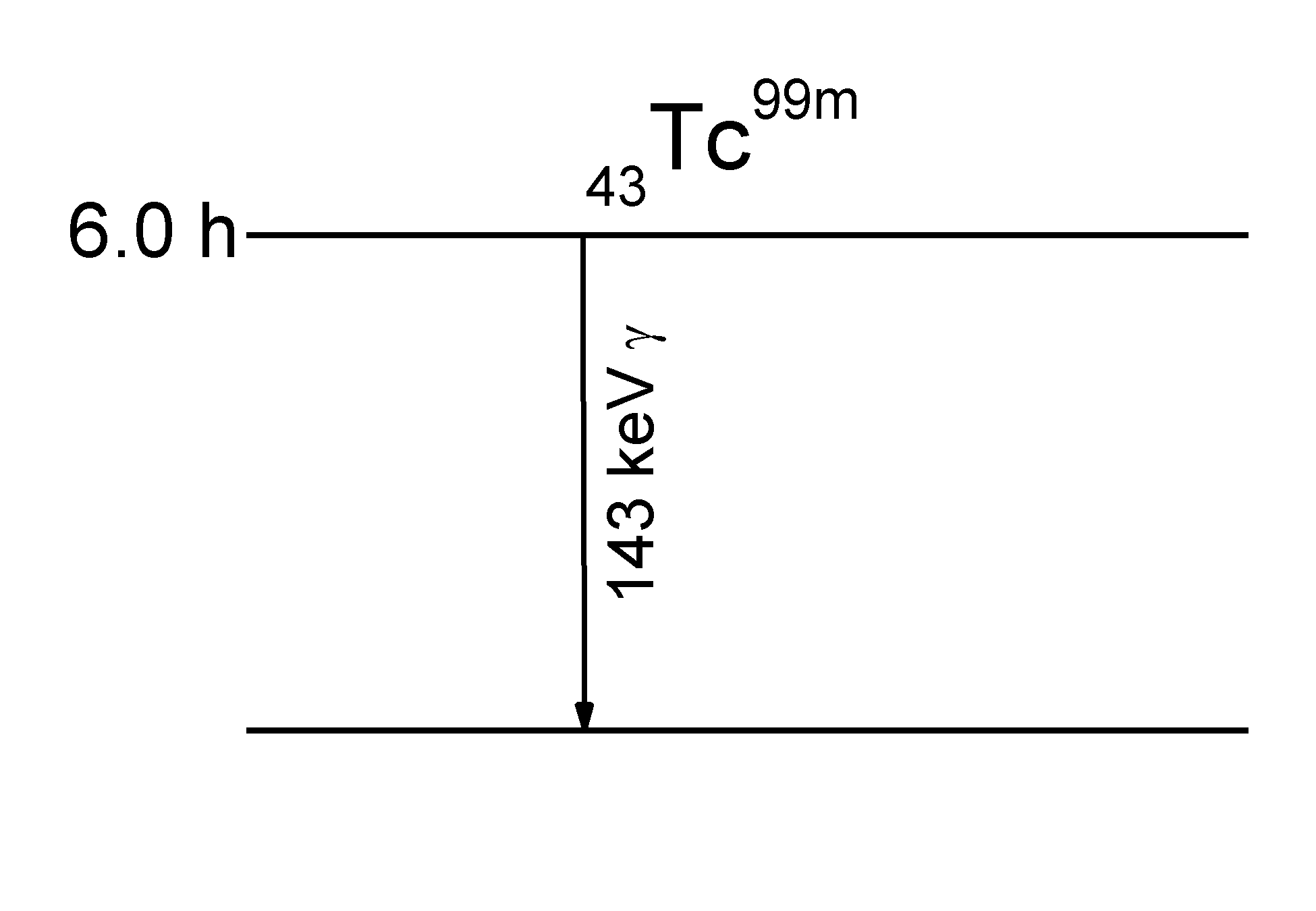
Schéma de désintégration du 99mTc

En général, les états excités des noyaux ont une vie moyenne très brève, et se désexcitent presque instantanément après une désintégration bêta par transition gamma (voir ci-dessus). En revanche, l'état excité de l'isotope de technétium montré ici à droite a une demi-vie assez longue. C'est pourquoi on l'appelle "métastable" (indiqué par le "m" de 99mTc). Il retombe à l'état fondamental par transition (ou désexcitation) gamma avec une demi-vie de 6 heures.

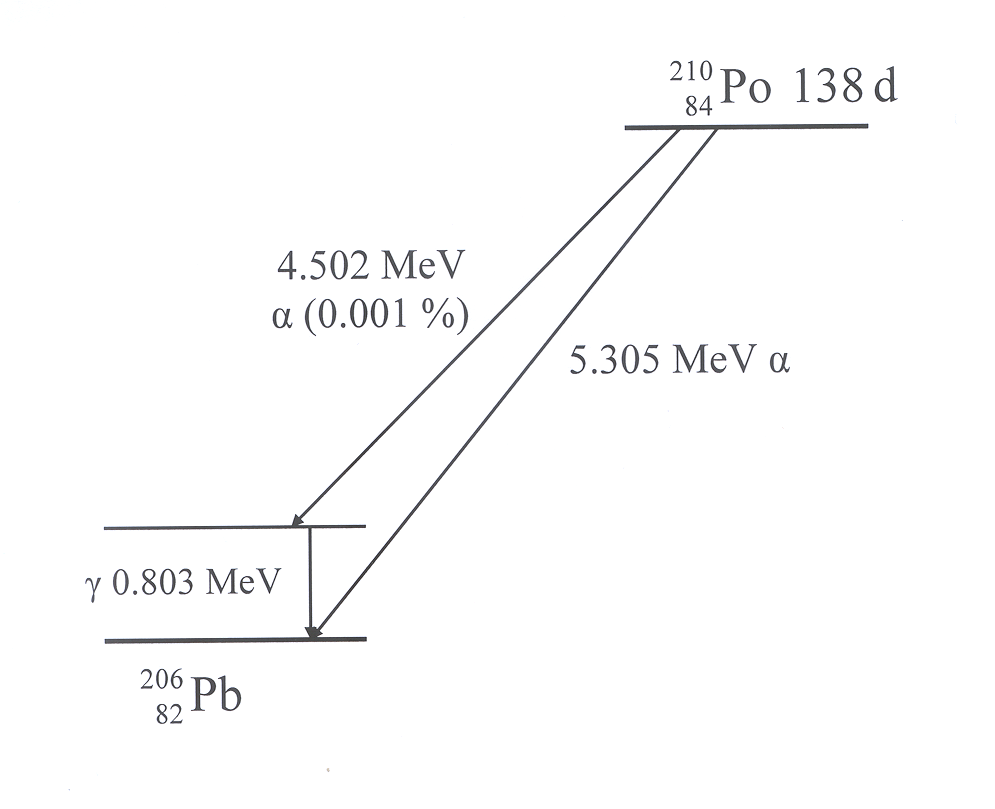
Schéma de désintégration du 210Po

Ici à gauche le cas d'une désintégration alpha. C'est la désintégration du polonium avec le nombre de masse 210, découvert par Marie Curie. L'isotope 210Po appartient à la chaîne de désintégration uranium-radium ; le résultat de cette désintégration est un isotope stable du plomb ; sa demi-vie est de 138 jours. Dans presque tous les cas, la désintégration se fait par émission d'une particule alpha de 5,305 MeV. Dans un cas par 100 000, elle se fait par une particule alpha d'énergie plus basse, aboutissant à un état excité du 206Pb, et ce dernier retombe à l'état fondamental par désexcitation gamma.

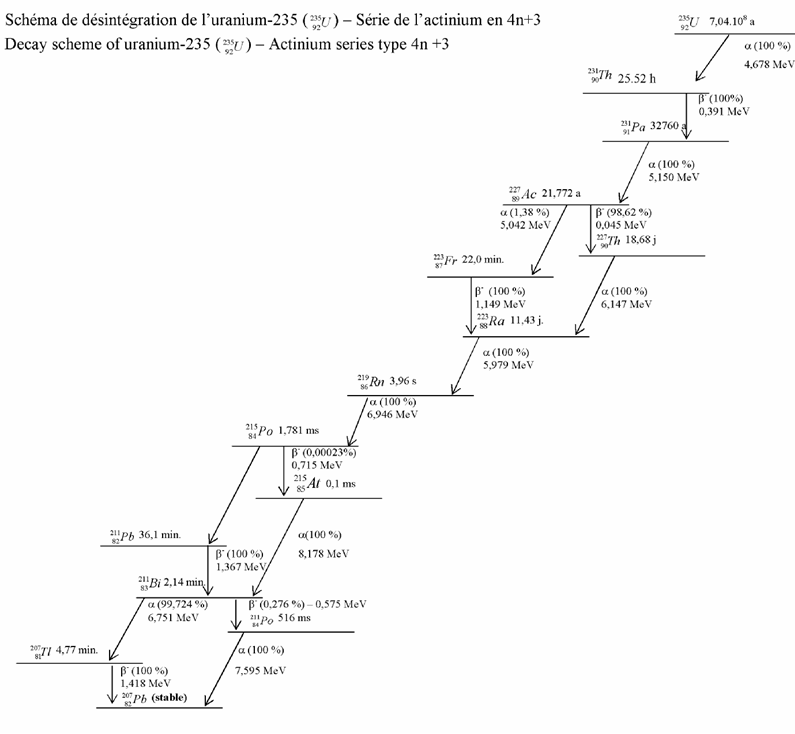
Schéma de désintégration du 235U

On peut utiliser le schéma de désintégration pour représenter une famille radioactive complète, par exemple à droite celle de l'uranium-235. Dans ce cas, le schéma est généralement simplifié, et par exemple omet les rayonnements gamma par désexcitation, ce qui peut conduire à croire faussement qu'il n'y a pas de rayonnement gamma émis dans la chaîne alors que ce type de rayonnement accompagne une grande partie des désintégrations alpha.